# Североатлантический договор (1949)
Североатланти́ческий догово́р, также называемый вашингтонским договором — международное соглашение, заключённое 4 апреля 1949 года в Вашингтоне западноевропейскими и североамериканскими странами с целью объединения усилий для коллективной обороны, сохранения мира и безопасности в Североатлантическом районе. Договор послужил учредительным документом создания НАТО.
Первоначальные участники — США, Великобритания, Франция, Бельгия, Дания, Исландия, Италия, Канада, Люксембург, Норвегия, Нидерланды, Португалия. В соответствии со ст. 10 договора к нему в дальнейшем присоединились: в 1952 году — Греция и Турция, в 1955 году — ФРГ (в 1990 году действие договора распространилось на территорию бывшей ГДР), в 1982 году — Испания, в 1999 году — Венгрия, Польша, Чехия, в 2004 году — Болгария, Латвия, Литва, Румыния, Словакия, Словения, Эстония, в 2009 году — Албания, Хорватия, в 2017 году — Черногория, в 2020 году — Северная Македония, в 2023 году — Финляндия и в 2024 году — Швеция. Ещё ряд восточноевропейских стран также заявил о намерении присоединиться к договору.
Ст. 5 договора предусматривает создание системы коллективной защиты: стороны договора соглашаются, что вооружённое нападение на одну или несколько стран-участниц будет рассматриваться как нападение на них всех, и если такое произойдёт, каждая страна в порядке осуществления права на индивидуальную или коллективную оборону поможет жертве агрессии, в том числе с применением вооружённой силы.
Географическая зона действия договора — Североатлантический район — описана в ст. 6 и включает в себя территории стран-участниц, острова, которые находятся под их юрисдикцией в Атлантическом океане к северу от тропика Рака, корабли и воздушные суда любой из стран-участниц в этом районе.
Североатлантический договор заключён на неопределённый срок. Указанные в тексте договора сроки касаются времени возможного начала консультаций «с целью пересмотра договора» и срока, по истечении которого «любая договаривающаяся сторона, может отказаться от участия в договоре».

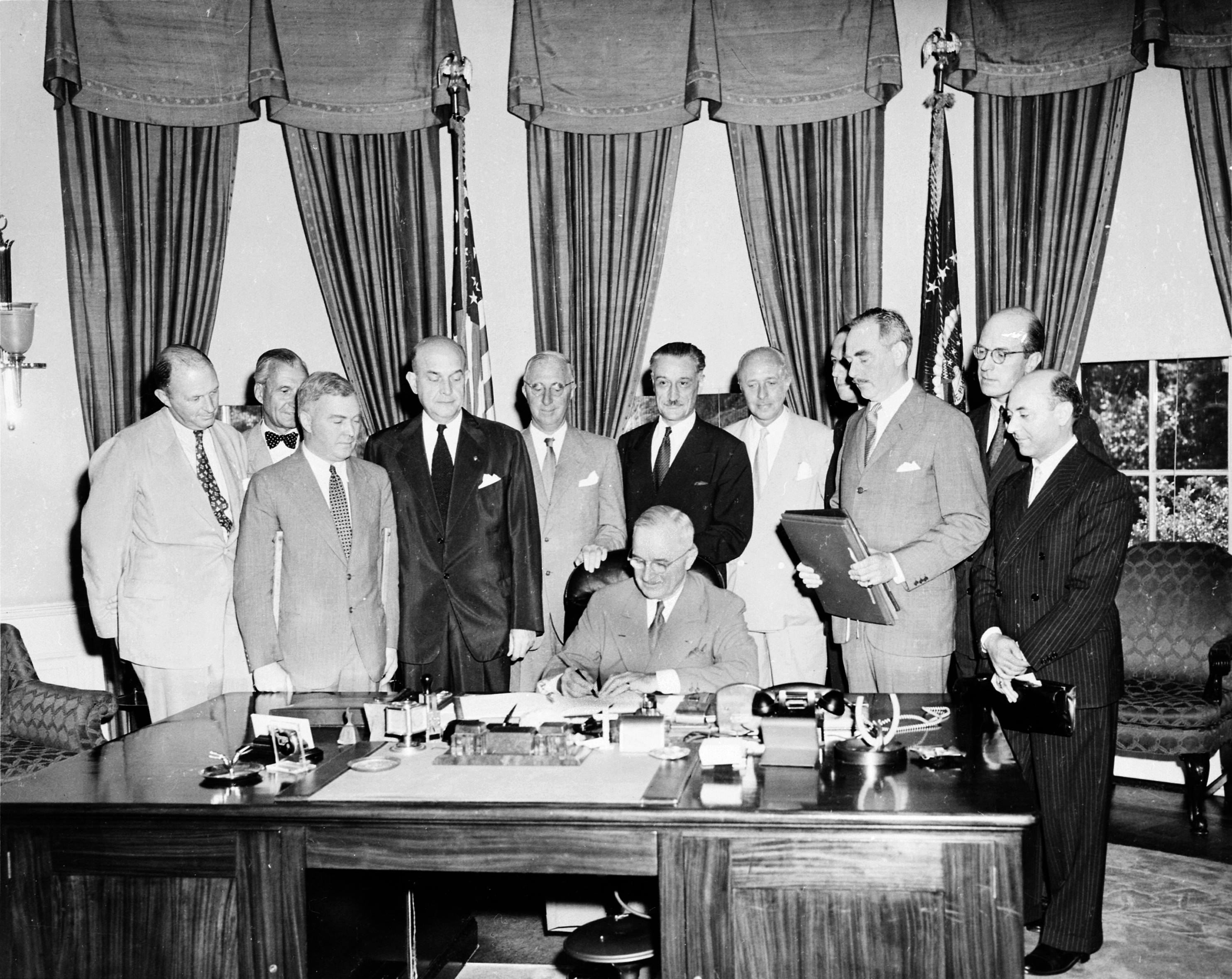
Церемония подписания договора, Вашингтон,
4 апреля 1949 года

Договор может быть пересмотрен после взаимных консультаций сторон по требованию любого из них. Согласно ст. 12 договора, эти консультации можно проводить «по истечении 10-летнего срока со дня вступления в силу договора или в любое последующее время», принимая при этом во внимание «факторы, влияющие в тот момент на мир и безопасность в Североатлантическом районе, включая развитие как всеобщих, так и региональных соглашений, заключённых в соответствии с Уставом Организации Объединённых Наций для поддержания международного мира и безопасности».
Что касается отказа от участия в договоре, то, в соответствии со ст. 13, «по истечении 20-летнего срока со дня вступления в силу договора любая договаривающаяся сторона может отказаться от участия в договоре через год после заявления о денонсации, направленного правительству Соединённых Штатов Америки, который сообщит правительствам других договаривающихся сторон о депонировании каждого заявления о денонсации». На сегодняшний день ни одна страна не использовала эту возможность, ограничившись выходом из военной организации (Франция) или невступлением в неё (Испания и Исландия).
Ни одно государство не отказалось от своего членства в НАТО, но некоторые зависимые территории государств — членов НАТО не запрашивали членство после обретения независимости:
- Кипр (получил независимость от Великобритании в 1960)
- Алжир (получил независимость от Франции в 1962)
- Мальта (получила независимость от Великобритании в 1964)